# استان گورما
استان گورما (به لاتین: Gourma Province) یک منطقهٔ مسکونی در بورکینافاسو است که در Est Region واقع شده‌است. استان گورما ۱۱٬۱۴۵ کیلومتر مربع مساحت و ۴۳۷٬۲۴۲ نفر جمعیت دارد.